# Вінуеса
Вінуеса (ісп. Vinuesa) — муніципалітет в Іспанії, у складі автономної спільноти Кастилія-і-Леон, у провінції Сорія. Населення — 1001 особа (2010).
Муніципалітет розташований на відстані близько 180 км на північний схід від Мадрида, 29 км на північний захід від Сорії.
На території муніципалітету розташовані такі населені пункти: (дані про населення за 2010 рік)
- Ель-Кінтанарехо: 16 осіб
- Санта-Інес: 0 осіб
- Вінуеса: 985 осіб

## Демографія
Динаміка населення (INE ):

## Галерея зображень

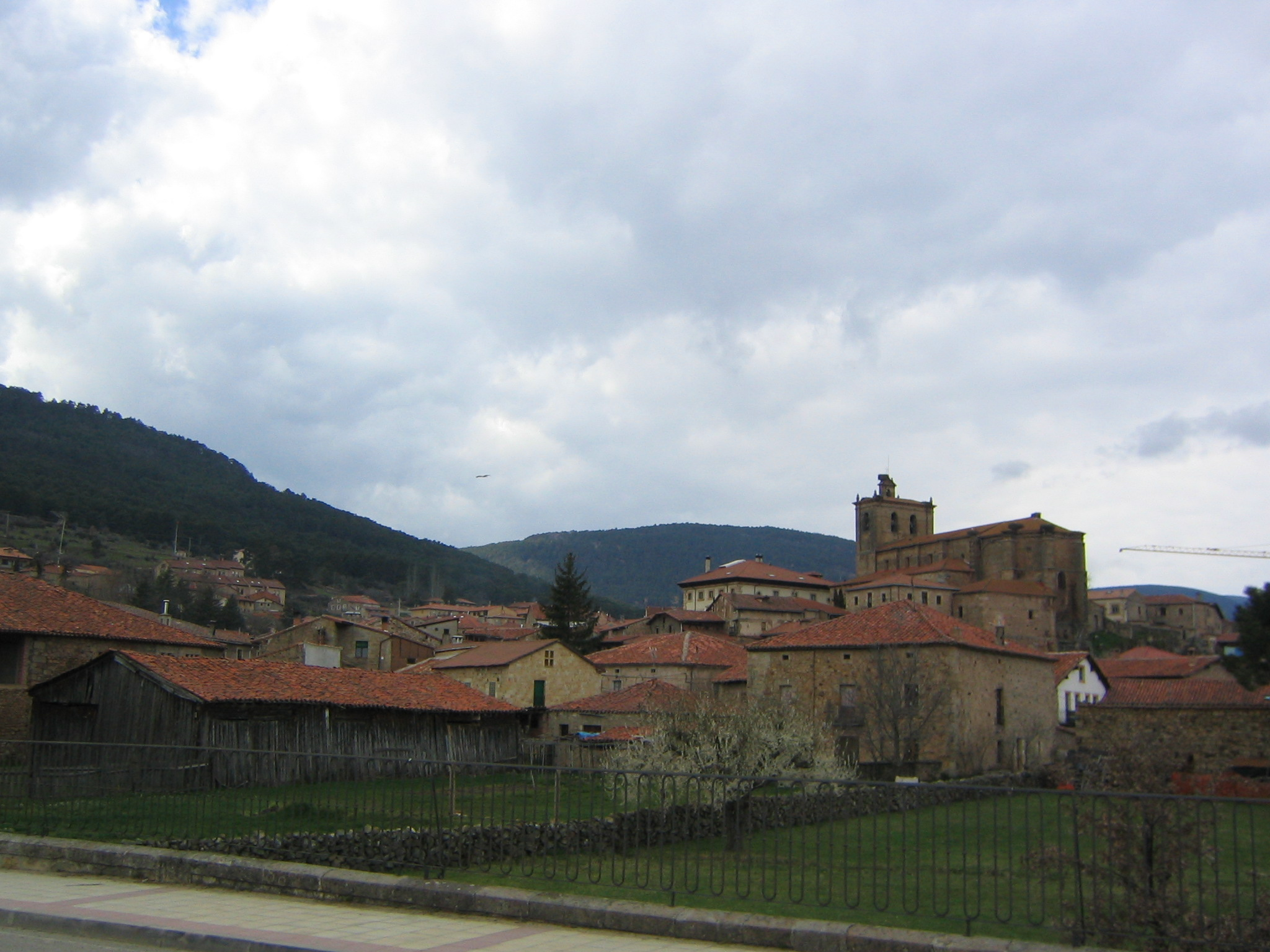
Вінуеса
Розташування муніципалітету Вінуеса
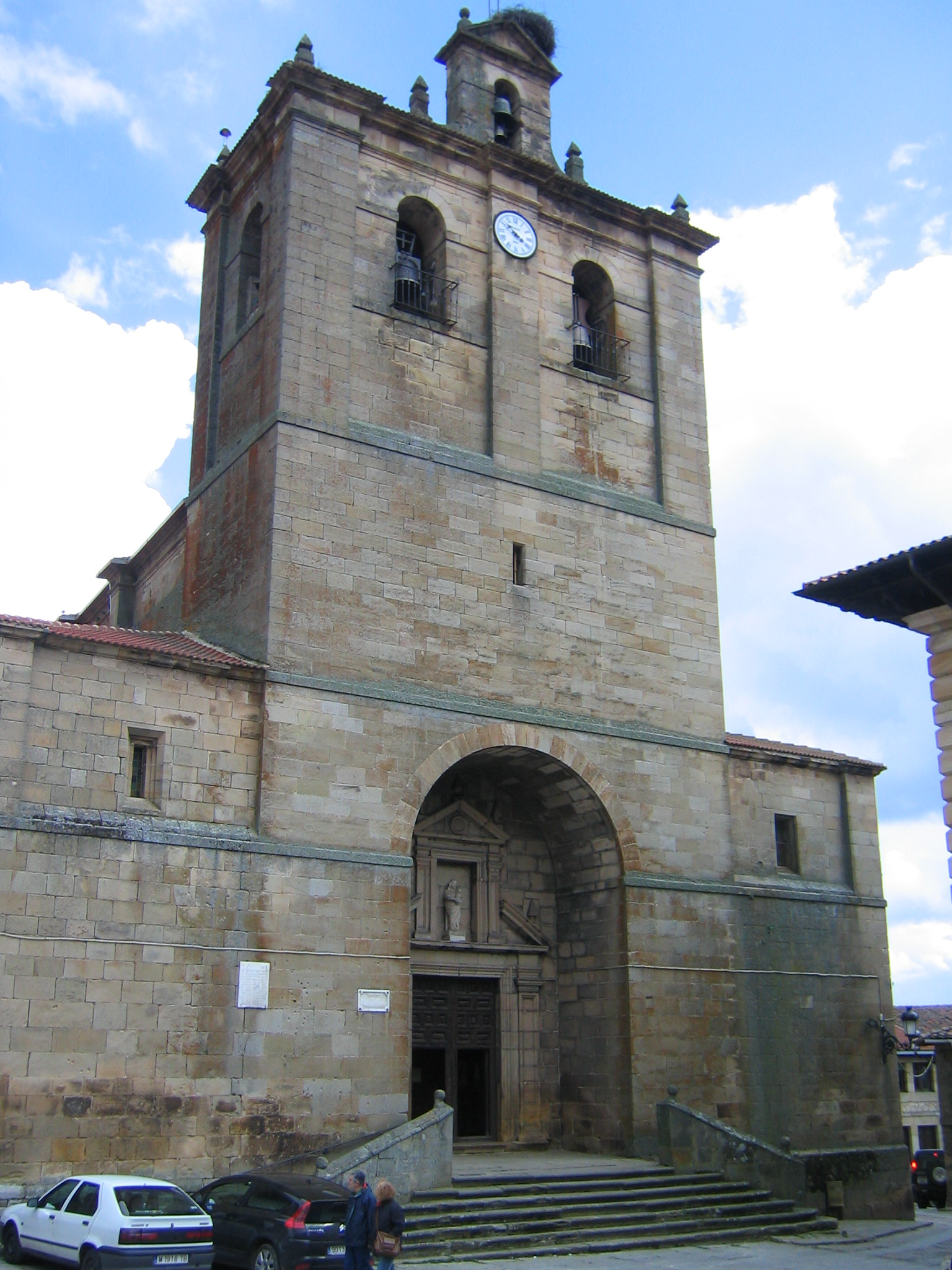
Церква Нуестра-Сеньйора-дель-Піно